# モースバッハ - ヴュルツブルク線
モースバッハ - ヴュルツブルク線（モースバッハ - ヴュルツブルクせん、ドイツ語: Bahnstrecke Mosbach–Würzburg）はバーデン＝ヴュルテンベルク州のモースバッハとバイエルン州のヴュルツブルクを結ぶ幹線鉄道である。この路線は1866年に開通されたバーデン・オーデンヴァルト鉄道の後半部分に当たり、複線の線路と架空電車線が全般的に備えられている。

## 沿線概況
この路線はネッカー谷線が分岐するモスバッハ・ネッカーレル駅から始まる。1895年までオブリヒハイムから続く旧線はモースバッハ駅と直接的に連結された。列車はエルツ川とアウアーバッハ川に沿って走行して、バウランド地域として知られるカルスト地形に入る。エルツと並行する区間はダラウトンネルによって短くなる。
列車はエルツ川とヤクスト川の分水界の下に掘られたシェフレンツトンネルを通ってオーバーシェフレンツ駅に到着する。この路線はアイヒォルツハイムトンネルを経てゼッカッハ川の上流へ向かう。ゼッカッハ駅ではマードネンラント鉄道がミルテンベルク方面に分岐する。列車はアーデルスハイム北駅までゼッカッハ川と並行に走行しアーデルスハイムトンネルを通過する。オスターブルケンでフランケン線がこの路線と合流する。
列車はオイビヒハイム駅及びオイビヒハイムトンネルを通過して、そのトンネルの上にはネッカー川とマイン川の間の分水嶺がある。この路線はケーニヒスホーフェン駅までウンプファー川に沿って、この河川はラウダ＝ケーニヒスホーフェンでタウバー川に流れ込む。タウバー谷線がこの路線と合流して、列車はタウバー川と平行に走行する。この路線はラウダ駅から右に曲がってタウバー川を渡り、その高度がヴュルツブルク方向に少し上がる。列車がヴィッティヒハウゼントンネルを通過して、ガウビュテルブルン駅に至る。ガウビュテルブルン駅はバーデン＝ヴュルテンベルク州にあるが、村はバイエルン州に属する。そこから列車は州境界線とオクセンフルト・ガウの肥沃な丘陵地を貫通する。ゲロルツハウゼン駅からヴュルツブルク・ハイディングスフェルト分岐点まで線路が下がり、そこでトロイヒトリンゲン - ヴュルツブルク線が合流する。

## 歴史

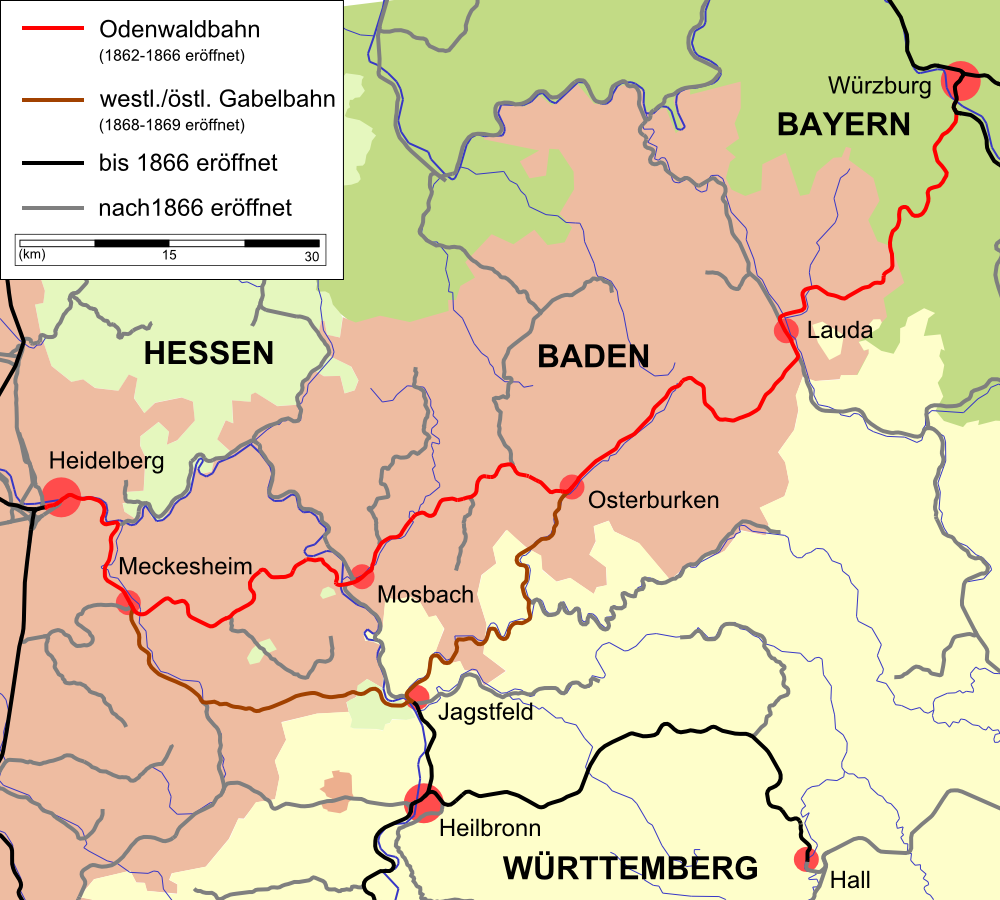
オーデンヴァルト鉄道の全経路

ネッカーエルツ - ヴュルツブルク線は1866年11月1日に開通されたオーデンヴァルト鉄道の一部として生成された。1840年にハイデルベルクでバーデン本線が、1854年にヴュルツブルクでルートヴィヒ西部鉄道がそれぞれに開業された。バーデン大公国は北東部の幹線建設を、バイエルン王国は地理的に隔離されたプファルツ地方との鉄道連結をそれぞれに追求した。
45個の路線候補の検討と長い交渉の結果、経由地はメッケンハイム、モースバッハ、オスターブルケン、ラウダとして決定された。この路線の大部分がバーデン大公国にあるため、バーデンはこの路線を完全に運用できた。両国は1862年1月27日に合議された経路に関する条約を締結した。旧ネッカーエルツ - モースバッハ区間は1862年10月23日に、モースバッハ - オスターブルケン区間は1866年8月25日に開通された。同年10月1日にバイエルンの区間が、11月1日にオスターブルケン - バーデン国境線が開業され、バーデン・オーデンヴァルト鉄道が完成された。 
路線の運用開始から4年後、普仏戦争が起きて、交通量は満たされた。バーデンが1870年7月16日に戦争に突入したので、この路線は軍用鉄道の一部となった。1870年7月28日から1871年10月15日までこの路線は主に兵力及び装備輸送で活用されて、民間旅客列車は毎日一度往復した。

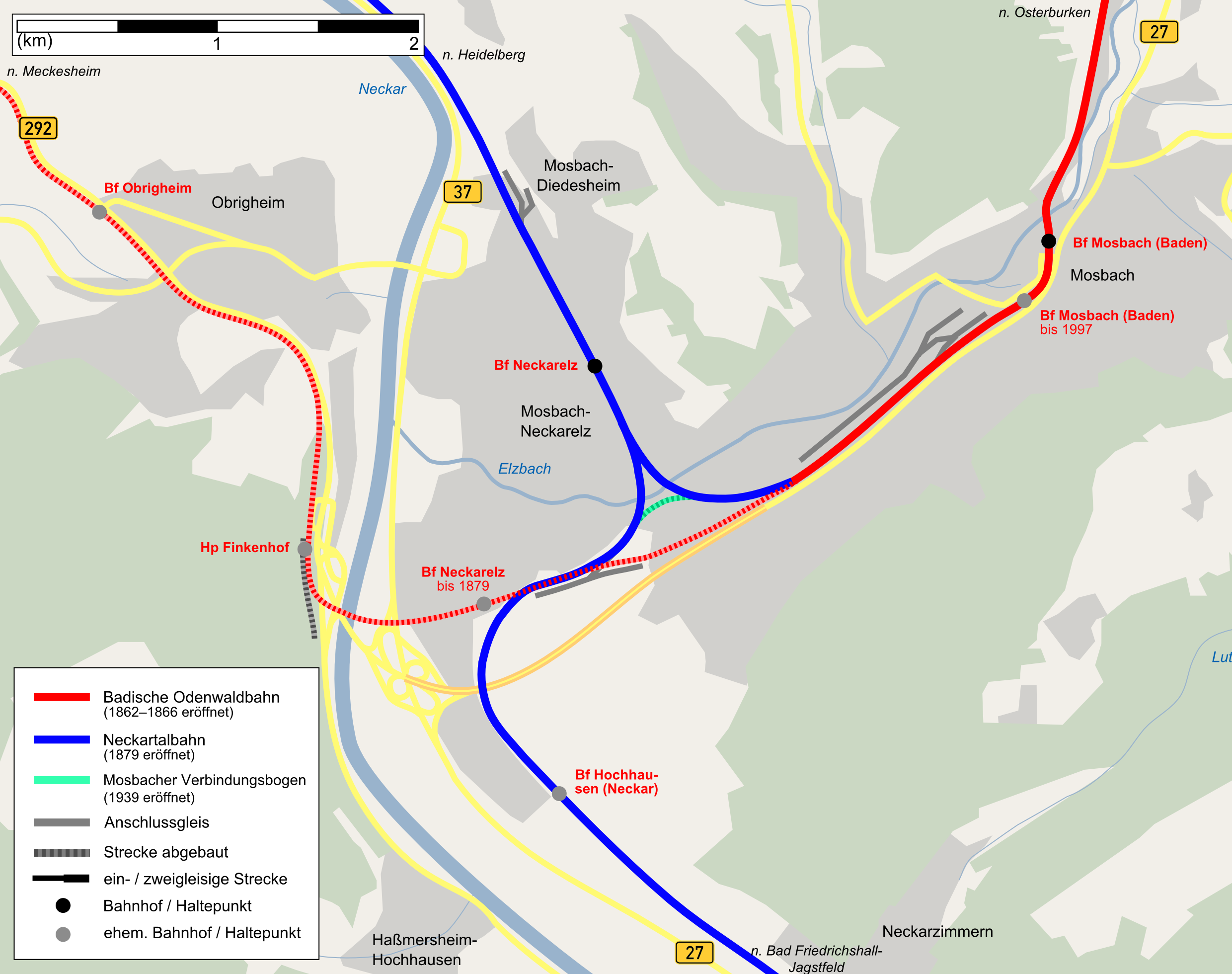
モースバッハ近郊の鉄道網の変遷

終戦後、バーデン、ヘッセン、ヴュルテンベルクは、ネッカーゲミュントからネッカーエルツを経由してジャグストフェルトに至るネッカーバレー鉄道の建設に合意し、1879年5月24日にハイデルベルクとモースバッハ間の列車はネッカー川をたどり、地形的に不利なオーデンヴァルト鉄道を回避できた。その故にネッカーエルツ駅の移転が必要となって、新駅はネッカー川沿いの新しい線路上に建設された。ネッカーエルツ駅からモースバッハ方面に新しい連結線が建設された。旧駅 - モースバッハ間の旧線はそのまま残っていたが、1895年に不要と見なされ廃止された。この路線の複線化工事は1904年に開始されて、1906年4月に完了した。

### ドイツ国営鉄道時代
1920年代中頃にドイツ国営鉄道はこの路線をさらに改修した。鉄道橋は列車の許容軸荷重を増やすために強化されて、側線が構築された。1939年12月20日にネッカー谷線とこの路線の間のネッカーレルツに、モースバッハ連結線（Mosbacher Verbindungsbogen）が開通された。この三角線により、IKO輸送（IKOはItalien-Kohle-Verkehr、すなわち「イタリア石炭輸送」の略称）列車の走行で発生した下ヤクスト鉄道（バート・フリードリヒスハル - オスターブルケン区間）の混雑が緩和した。第二次世界大戦の前には特急列車がオスターブルケン - ヴュルツブルク区間を経て、シュトゥットガルトからバルリンまで走行した。
ドイツ爆撃の期間に、ネッカーエル分岐点とは対照的に、この路線は連合国攻撃の主な標的ではなかった。1944年9月から列車運行がようやく頻繁に中断された。1944年11月30日にゼッカハ駅は空襲の標的となって、一人が負傷を負え二台の機関車が破壊された。ネッカーエルツ - オスターブルケン間はアメリカ占領地域の供給経路として非常に重要であったので、その区間の列車運行は1945年6月に既に再開された。

### ドイツ連邦鉄道時代

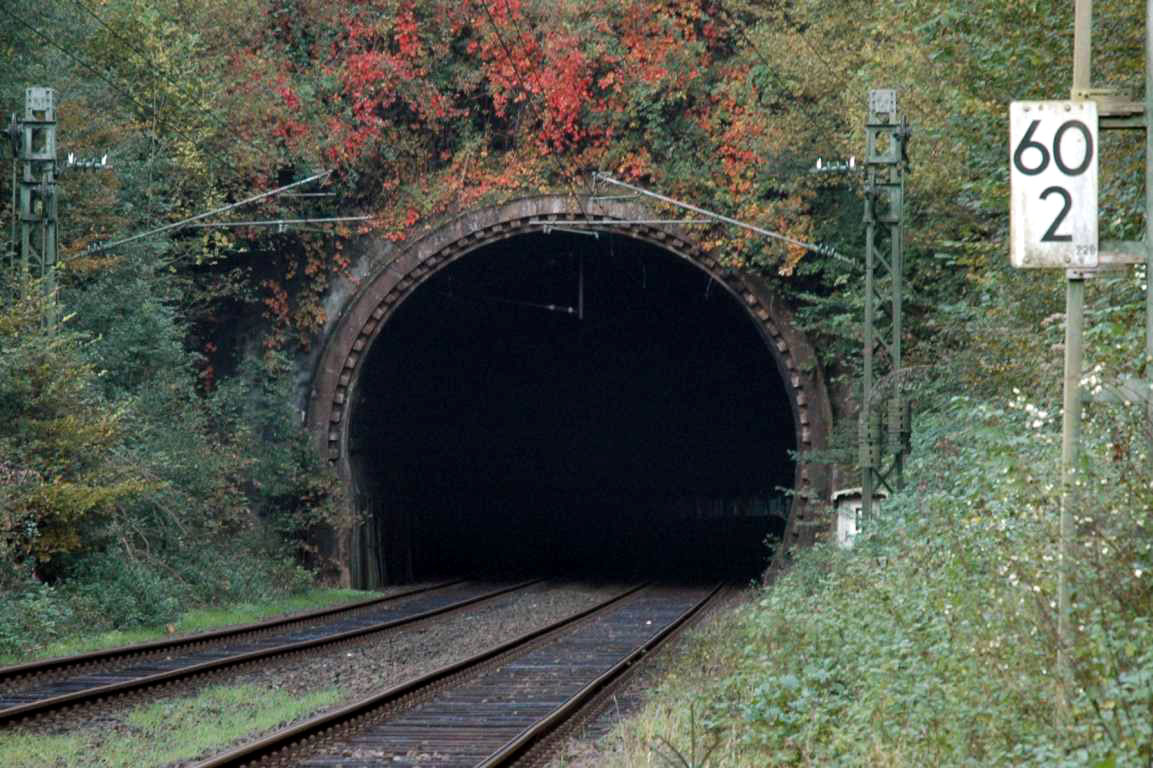
ダラウトンネルの南出入口（2007年10月）

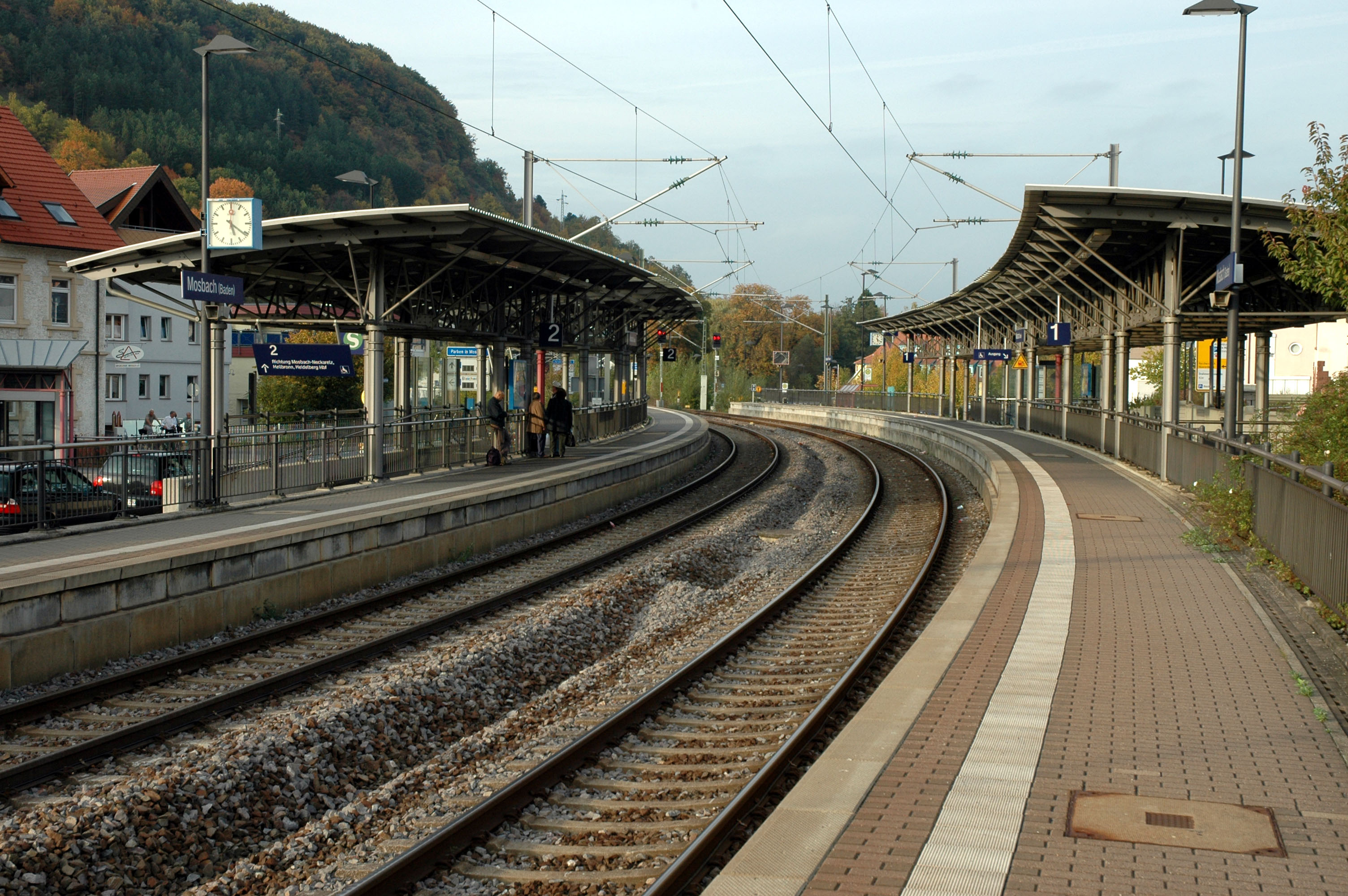
モースバッハの新駅（2007年10月）

モースバッハ三角線は、第二次世界大戦後は不要になり、1960年頃に閉鎖された。1970年代初頭、ドイツ連邦鉄道がネッカー谷線とバート・フリードリヒスハル - ヴュルツブルク区間を、バーデン-ヴュルテンベルク州の財政支援を受けて、電化したとき、ネッカーエルツ - オスターブルケン間も電化するのが決定された。終戦後ドイツの分裂の結果、この路線は東西ドイツの旅客輸送の場合に重要性を失った。1971年11月1日にすべてのトンネルの床を32〜50 cmずつ掘り起こす作業が開始された。ダラウトンネルの中には斑砂統岩石の性質は難しく、発破作業が要求された。もう一つのトンネルの場合、殻灰統にも特別な注意が必要であった。
モースバッハ - ムダウ狭軌鉄道橋梁の高さはこの路線の電化には不十分であったため、これはすでに閉鎖の危機に迫っていた路線の終末を意味した。電化の障害となっていた跨線橋は、一つだけで改築される必要があった。ネッカーエルツ - オスターブルケン区間の電気運転は1975年6月1日に開始された。

### ドイツ鉄道時代
1990年代にラインネッカーSバーンの導入でこの路線の局面が根本的に変化した。準備段階としてモースバッハ駅が新たに建設された。当時にモースバッハ駅は都心部から少し離れて、駅の踏切はしばしば国道27号の混雑を引き起こした。1994年にモースバッハ市とドイツ鉄道は旧駅の未使用施設と敷地を国道27号の改良のために譲り渡す方案に合意した。新しい駅は1997年3月24日、近くの州園芸博覧会開催の時に開業された。駅の改築及び周辺の道路移転費用であった5,310万マルクはドイツ鉄道とモースバッハ市が分担した。1996年11月23日以来、ネッカーエルツ - オスターブルケンは、ネッカーエルツ信号扱い所にある新しいSpDr機種の連動装置により遠隔に制御されている。
ライン＝ネッカーSバーンの構築計画は当初、列車をエーバーバッハ駅まで30分間隔で運行することであった。ネッカーエルツ或いはオスターブルケン方面のより薄い運行は入札書類上の選択肢であった。Sバーン路線のオスターブルケン延長は、鉄道輸送の地域化に従ってバーデンヴュルテンベルク州に与えた連邦資金及び自治体の財政均衡に関する法律（Gemeindefinanzierungsgesetz）の根拠で集まった基金で、実現できた。2003年12月14日以来S1列車はオスターブルケンまで1時間間隔に運行されている。Sバーン路線拡張の一環として、すべての駅はアクセシビリティのために装備され、雨宿りが設置された。乗降場は長さ140 m、高さ76 cmでSバーン列車の出入り口と水平に入ることができる。
ハイルブロン地域電車のS41路線は2014年12月14日、定期時刻表変更の時にネッカーエルツ - モースバッハ区間に導入されて、ライン＝ネッカーSバーンのS1およびS2系統を補っている。2018年10月ヴィティヒハウゼントンネルの断面を拡大する工事が始まって、2019年9月にトンネルの改修が完了した。工事期間の間に相当な区間は封鎖された。2019年12月よりオスターブルケン - ヴュルツブルク区間の快速列車系統はゴーアヘッド社（Go-Ahead）が引き受けた。

## 運行形態

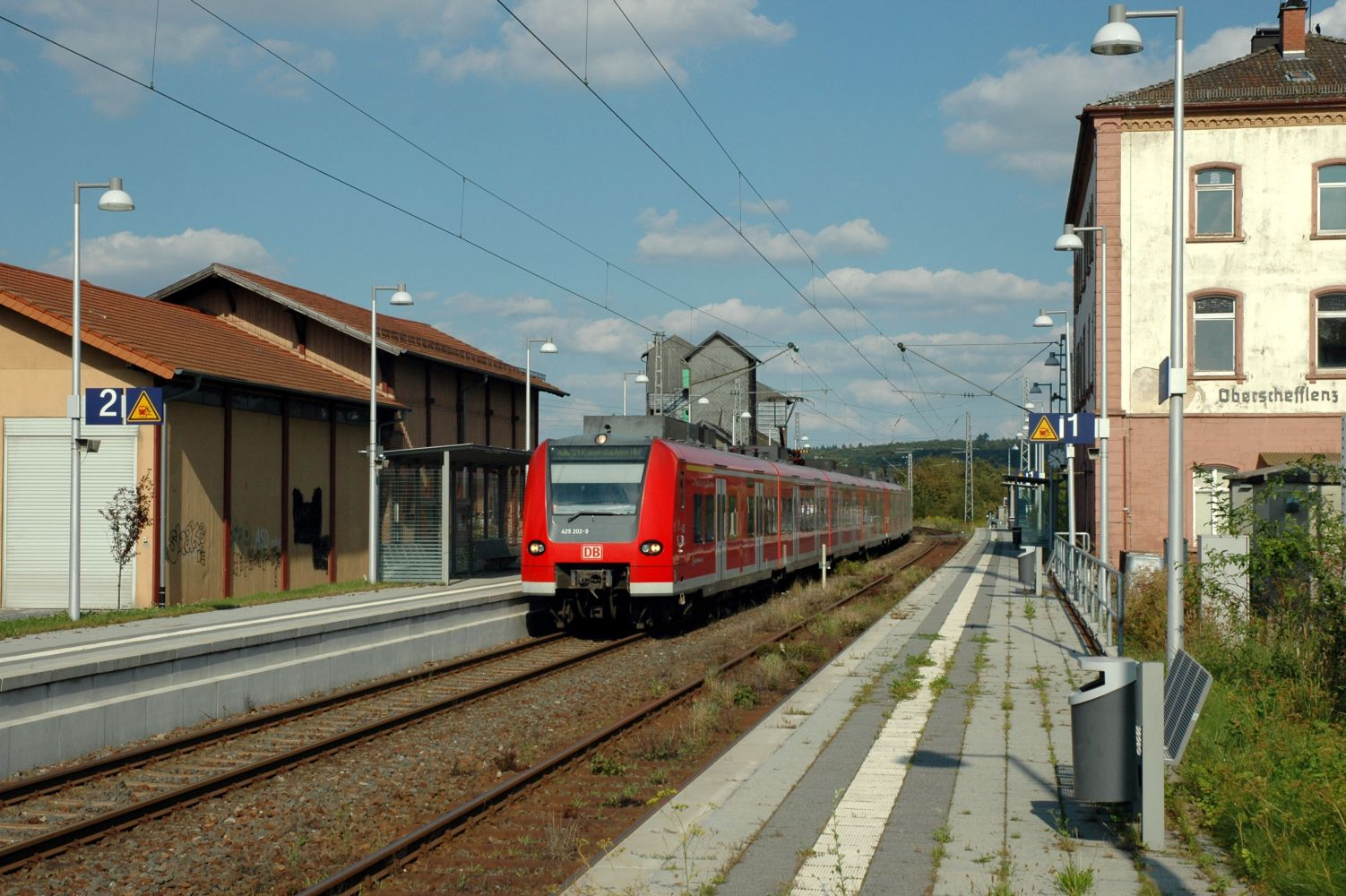
オーバーシェフフレンツ駅に到着するSバーン列車（2007年8月）

現在旅客運送は全て通勤列車及び中距離列車により行われている。ネッカーエルツ - ガウンビュテルブルン区間はライン＝ネッカー運輸連合 (Verkehrsverbund Rhein-Neckar, VRN) の運賃システムにより管理されている。ガウンビュテルブルン - ヴュルツブルク南駅区間はマイン＝フランケン運輸連合（Verkehrsunternehmens Verbund Mainfranken, VVM）の管轄区域である。
- 快速列車（RE 8）: シュトゥットガルト - ビーティヒハイム＝ビシンゲン - ハイルブロン - バート・フリードリヒスハル - オスターブルケン - ラウダ - ヴュルツブルク。60分間隔。ゴーアヘッド所属。使用車両はFLIRT三世代電車。
- 普通列車（RB 85）: オスターブルケン - ローゼンベルク - オイビヒハイム - ボクスベルク・ヴォェルヒンゲン - ラウダ - グリュンスフェルト - ゲロルツハイム - ライヒェンベルク - ヴュルツブルク南駅 - ヴュルツブルク。60分/120分間隔。使用車両はDB425形電車。
- Sバーン（S 1）: ホムブルク - カイザースウテルン - ノイシュタット - シファーシュタット - ルートヴィヒスハーフェン - マンハイム - ハイデルベルク - ネッカーゲミュント - エーバーバッハ - モースバッハ・ネッカーエルツ - モースバッハ - ゼッカッハ - オスターブルケン。60分間隔。使用車両はDB425形電車。
- Sバーン（S 2）: カイザースウテルン - ノイシュタット - シファーシュタット - ルートヴィヒスハーフェン - マンハイム - ハイデルベルク - ネッカーゲミュント - エーバーバッハ - モースバッハ・ネッカーエルツ - モースバッハ。60分間隔。使用車両はDB425形電車。
- ハイルブロン地域電車（S 41）: ハイルブロン・ヴィリー・ブラント広場 - ネッカーズルム - バート・フリードリヒスハル - モースバッハ・ネッカーエルツ - モースバッハ。60分間隔。使用車両は電車2010（Elektrotriebwagen 2010、一名ET 2010）。